# Tobias Meyer (Manager)

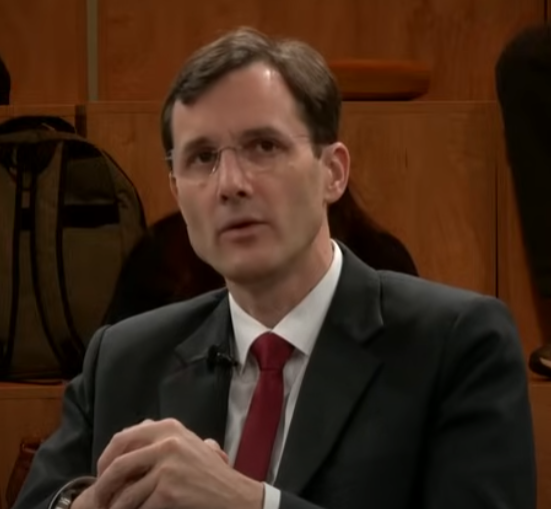

Tobias Meyer (* 1975) ist ein deutscher Manager. Er ist seit dem 4. Mai 2023 Vorstandsvorsitzender der DHL Group, nachdem er deren Vorstand bereits seit April 2019 angehört hatte.

## Herkunft und Studium
Meyer wuchs im nordhessischen Schwalmstadt auf. Dort besuchte er die Grundschule, später wechselte er an die Melanchthon-Schule im Steinatal, wo er 1995 sein Abitur machte. Anschließend studierte er Wirtschaftsingenieurwesen mit dem Schwerpunkt Luftfahrttechnik und promovierte im Bereich Maschinenbau an der Technischen Universität Darmstadt. Seit seinem 14. Lebensjahr ist er Segelflieger.

## Beruflicher Werdegang
Von 2001 bis 2013 war Tobias Meyer für die Unternehmensberatung McKinsey in Frankfurt und Singapur tätig und agierte seit 2010 als Partner.
2013 wechselte er zur Deutschen Post DHL Group und war dort bis 2015 Leiter des Bereichs Konzernentwicklung. Anschließend war er bis 2018 im Unternehmensbereich DHL Global Forwarding als Chief Operation Officer tätig. Von 2018 bis 2019 leitete er die Bereiche Betrieb und IT im Unternehmensbereich Post & Paket Deutschland. Von 2019 bis Mitte 2022 war Meyer Leiter von Post & Paket Deutschland und damit Mitglied des Vorstands von Deutsche Post DHL Group.
Seit Juli 2022 ist er als Vorstandsmitglied für den Geschäftsbereich Global Business Services verantwortlich.
Am 4. Mai 2023 hat er den Posten des Vorstandsvorsitzenden von seinem Vorgänger Frank Appel übernommen.